# 加悦フェローライン

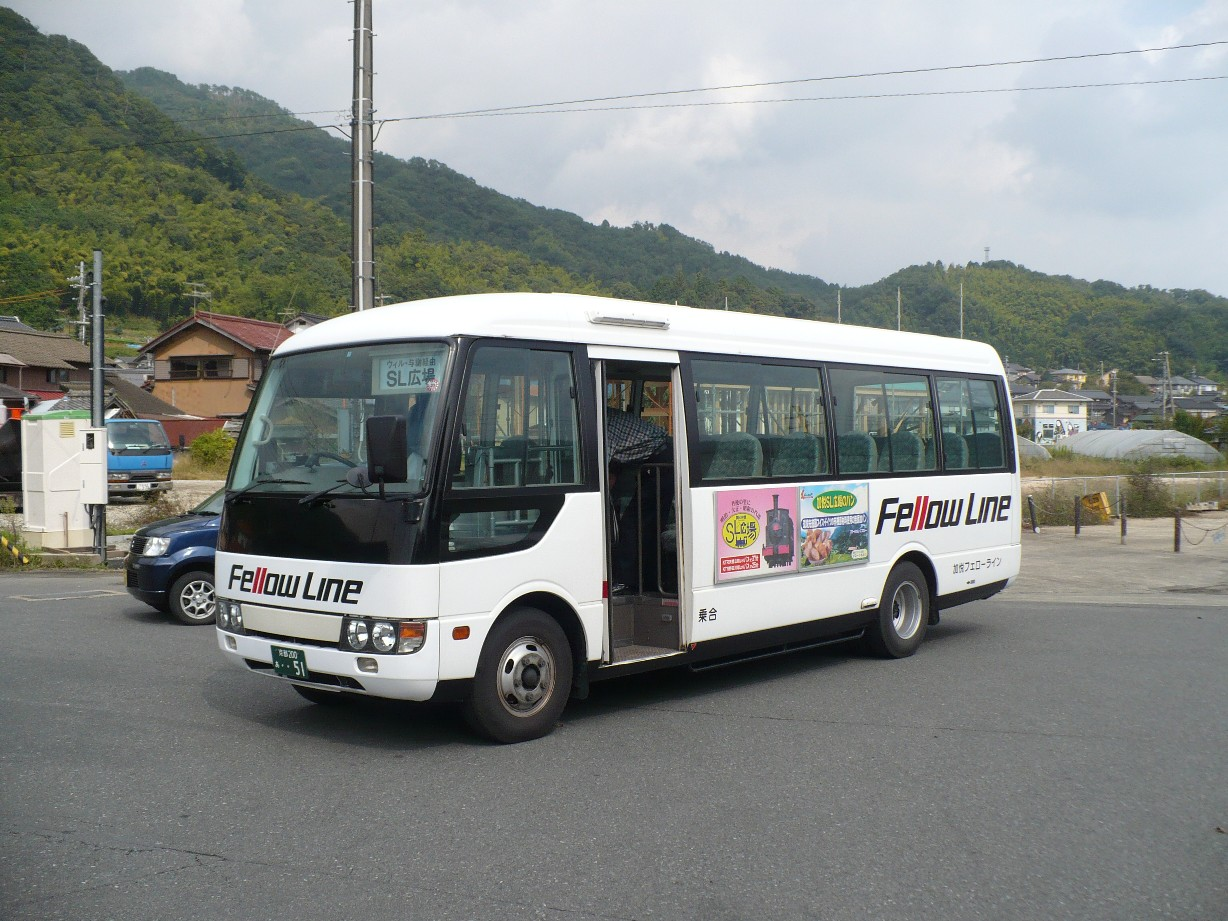
加悦フェローライン（かつて運行されていた路線バス車両）

加悦フェローライン（かやフェローライン）は、かつて京都府北部の丹後地方でバスを運行していた事業者である。本社・車庫は、京都府与謝郡与謝野町滝941-2。カヤ興産本社内（加悦SL広場と同じ敷地）。

## 歴史
- 1934年（昭和9年）:鉄道事業を行っていた加悦鉄道株式会社が、路線バス事業を開始。（宮津～加悦間）。
- 1985年（昭和60年）:鉄道事業の廃止に伴い、カヤ興産株式会社に社名変更。
- 1999年（平成11年）:バス事業部門の分社化により、加悦フェローライン株式会社が設立。
- 2001年（平成13年）:一般貸切バス事業から撤退。
- 2009年（平成21年）
  - 3月14日:利用客の減少などにより、同社運行の路線バスを廃止[1]。
  - 4月1日:残っていたバス事業（特定旅客自動車運送業）の業務をカヤ興産へ譲渡、法人解散。

## 営業所（車庫）の所在地
- 京都府与謝郡与謝野町滝941-2

## 路線バス事業

### 一般路線
※：2009年3月14日の運行をもって廃止した。
- 宮津駅 - 宮津市役所前 - 天橋立駅前 - 岩滝口駅前 - 石田 - 野田川駅前 - 加悦谷高校前 - ウイル前 - 加悦町役場前 - 鉱山口 - 与謝 - 加悦SL広場 - リフレかやの里

- 朝上り2本・下り1本は営業時間外のためウイル前を経由しない。
- 与謝経由は1日1往復のみ。
- 宮津 - 野田川は1日2往復。
- 石田 - 鉱山口（ウイル前除く）において丹後海陸交通バスと並行していた。
- 2009年3月16日以降、一部経路には廃止代替として丹後海陸交通受託の与謝野町コミュニティバスが運行している。

## 貸切バス事業

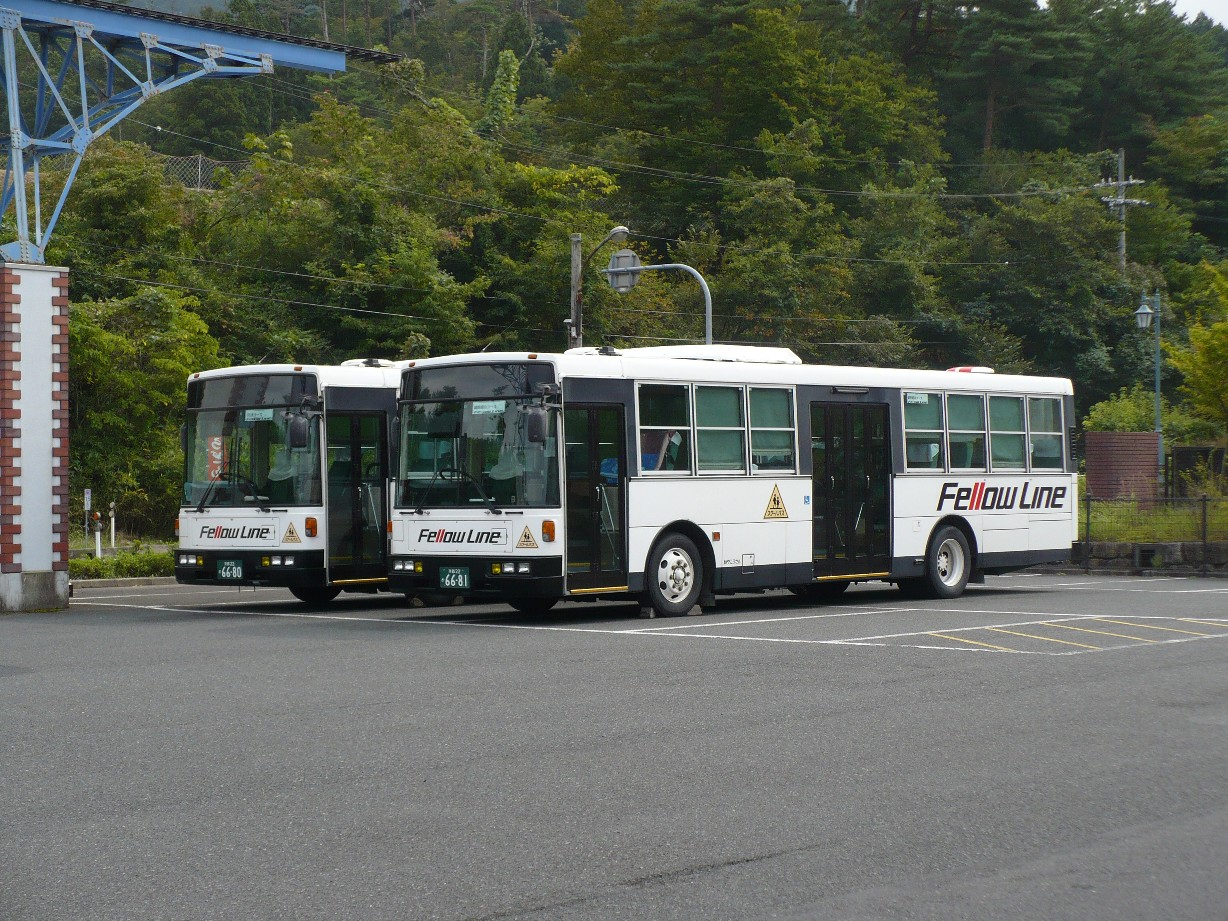
特定貸切バス（スクールバス）車両

かつて京都府内において、貸切バス営業を広範囲に行っていたが、一般貸切については2001年に撤退している。与謝野町内の特定貸切バスについては継続して行っていたが、2009年4月付けでカヤ興産に事業を譲渡している。